# Masakra Whitmana
Masakra Whitmanów (zwana także masakrą pod Walla-Walla) miała miejsce w dniu 29 listopada 1847 r. w pobliżu dzisiejszego miasta Walla Walla w stanie Waszyngton (ówcześnie Terytorium Oregon). W dokonanej przez Indian z plemienia Cayuse i Umatilla masakrze śmierć poniósł lekarz i misjonarz Marcus Whitman, jego żona oraz 15 białych osadników.
Zdarzenie wywołało wojnę z Indianami Cayuse i uznawane jest za jeden z najbardziej znanych epizodów w historii osadnictwa białych w Ameryce. Masakra była tragicznym zakończeniem trwającej wiele lat przyjaźni pomiędzy Whitmanem, założycielem pierwszej Misji w Oregonie a zamieszkującymi ten region Indianami. Zdarzenie ukazywane jest jako skutek różnic kulturalnych dzielących białych osadników i Indian. W znacznym stopniu do niezadowolenia tubylców przyczyniła się epidemia odry, która pochłonęła wiele ofiar po stronie Indian. Winą za śmierć tubylców miano obarczać Whitmana, któremu zarzucano brak chęci do niesienia pomocy. Wielu historyków przedstawia małżeństwo Whitmanów w glorii bohaterów wczesnego okresu pionierstwa. Inni widzą w nich białych osadników, starających się narzucić Indianom własną kulturę i religię.

## Przyczyny
W roku 1836 Marcus Whitman wraz z Henrym H. Spaldingiem w towarzystwie małżonek przekroczyli Góry Skaliste. Eliza Hart Spalding oraz Narcyza Whitman były pierwszymi białymi kobietami, które znalazły się na obszarze Oregon Country. Z pomocą doktora Johna McLoughlina i za jego radą grupa zatrzymała się w pobliżu Fortu Walla Walla, zakładając Misję Waiilatpu.
W pobliżu Misji swoje siedziby miały plemiona indiańskie Cayuse i Umatilla. W kolejnych latach osiedlali się tu liczni biali osadnicy. Wśród nich znalazł się przybyły tu w roku 1847 Joe Lewis. Mocno sfrustrowany złym traktowaniem przez białych na wschodzie kontynentu, od początku starał się podjudzać Cayusów przeciwko osadnikom. Lewis opowiadał Indianom m.in. że Whitman, który w owym czasie pomagał Indianom chorym na odrę, w rzeczywistości miał przyczynić się do jej rozpowszechniania. Tradycją wśród Cayusów było zabijanie własnych szamanów i uzdrowicieli, w przypadku śmierci chorego. W doktorze Whitmanie Indianie widzieli odpowiedzialnego za śmierć wielu swoich ludzi. Kanadyjski malarz Paul Kane, przebywający gościnnie w Misji na krótko przed masakrą, w swoich pamiętnikach potwierdza napiętą sytuację pomiędzy osadnikami a Indianami.
Czynników, które przyczyniły się do tragicznego w skutkach zdarzenia mogło być wiele. Oprócz wybuchu epidemii były to: niechęć i arogancja Narcyzy Whitman do Indian i ich stylu życia, opór Indian przed wpływem misjonarzy na zmianę ich kultury, konflikt pomiędzy protestanckimi misjonarzami a katolickimi księżmi, starającymi się przekonać tubylców na swoją stronę. Niektórzy duchowni mieli za złe Whitmanowi, że nie chce odsprzedać im Misji, dlatego postanowili zdobyć ją przy pomocy Indian, którym przedstawiali Whitmana jako roznosiciela chorób. Według różnych wersji duchownymi tymi mieli być Pierre Jean de Smet, John Baptist Brouillet i Joseph Cataldo.

## Atak na Misję
Dnia 29 listopada Indianie prowadzeni przez pięciu wojowników: (Tiloukaikt, Tomahas, Kiamsumpkin, Iaiachalakis i Klokomas) dokonali napadu na Misję. Prowodyrem ataku był Joe Lewis, który wcześniej podjudził Indian do ataku. Próby powstrzymania napastników przez starszyznę plemienną skończyły się fiaskiem. Doktor Whitman został okrutnie zamęczony. Pomimo ciężkich ran, żył on jeszcze kilka godzin po ataku, po tym gdy odzyskał na jakiś czas przytomność. Oprócz niego śmierć poniosła także jego żona, a także kilkunastu osadników. 54 kobiety i dzieci dostały się do niewoli, pełniąc rolę jeńców. O ich uwolnienie postarał się jeden z handlarzy skór z Kompanii Hudsona, który wymienił jeńców za 62 koce, 63 bawełniane koszule, 24 sztuki broni, 600 naboi i siedem funtów tabaki.

## Konsekwencje
Atak na Misję zapoczątkował długoletnie zmagania pomiędzy osadnikami a Indianami. Wzburzeni masakrą osadnicy wysyłali przeciwko Cayuse uzbrojonych mężczyzn, mających za cel ukaranie winnych. Nowy gubernator Oregonu generał Joseph Lane rozpoczął rozmowy z Indianami od których zażądał wydania morderców. Wódz Cayuse odrzekł jednak dyplomatycznie, że w toczonej od lat wojnie jego lud stracił więcej ludzi, niż biali podczas ataku na Misję. Odpowiedź wodza oczywiście nie zadowoliła gubernatora. Po długich rokowaniach cała piątka Indian zadeklarowała w końcu osobiste stawiennictwo przed sądem w Oregonie. Po długim procesie na Indian zapadł wyrok skazujący. Werdykt sądu był sporny, gdyż wielu ze świadków nie było uczestnikami zdarzenia. Dnia 3 czerwca 1850 r. Tiloukaikt, Tomahas, Kiamasumpkin, Iaiachalakis i Klokomas zostali powieszeni.
Masakra w Oregonie przyczyniła się do zainteresowania się kongresu amerykańskiego warunkami życia w tym regionie i ustanowienia tam nowego stanu (14 sierpnia 1848).